# Pseudophaloe tessmanni
Pseudophaloe tessmanni là một loài bướm đêm thuộc phân họ Arctiinae, họ Erebidae.